# Manulife Plaza
Manulife Plaza é um dos arranha-céus mais altos do mundo, com 240 metros (789 ft). Edificado na cidade de Hong Kong, China, foi concluído em 1998 com 52 andares.